# Canosa Sannita
Canosa Sannita – miejscowość i gmina we Włoszech, w regionie Abruzja, w prowincji Chieti.
Według danych na rok 2004 gminę zamieszkiwało 1509 osób, 107,8 os./km².